# Landesmedienanstalt

Das Logo der Arbeitsgemeinschaft der Landesmedienanstalten

Die Landesmedienanstalten sind in Deutschland die Aufsichtsbehörden für private Radio- und Fernsehprogramme und Telemedien. Entsprechend der grundgesetzlich verankerten Rundfunkzuständigkeit der Länder hat jedes Bundesland eine Landesmedienanstalt errichtet. Die Länder Berlin und Brandenburg sowie Hamburg und Schleswig-Holstein haben davon abweichend per Staatsvertrag gemeinsame Landesmedienanstalten vereinbart.
Zu den Aufgaben der Landesmedienanstalten gehört vor allem die Überwachung der privaten Rundfunkanbieter, Fernsehanstalten und Telemedien sowie die Vergabe von Sendelizenzen an private Hörfunk- und Fernsehveranstalter (Näheres unter Aufgaben). Die allgemeine Telemedienaufsicht – mit Ausnahme des Datenschutzes – liegt jedenfalls insoweit bei den Landesmedienanstalten, als es um die Überwachung der Einhaltungen der Vorschriften des Medienstaatsvertrags (MStV) geht. Die Landesmedienanstalten sind auch für die Einhaltung der Vorschriften des Jugendmedienschutz-Staatsvertrags (JMStV) zuständig.

## Aufgaben
Neben der Lizenzierung privater Hörfunk- und Fernsehveranstalter und der Zuweisung von Frequenzen bzw. Kabelkapazitäten (letzteres in Zusammenarbeit mit Kabelnetzbetreibern wie z. B. Vodafone Kabel Deutschland) obliegt den Landesmedienanstalten vor allem die Überwachung der Einhaltung der Vorschriften aus dem Medienstaatsvertrag, dem Jugendmedienschutz-Staatsvertrag und den Landesmediengesetzen oder Medienstaatsverträgen der Länder (z. B. Berlin-Brandenburg, Hamburg/Schleswig-Holstein).
Schwerpunkte bilden dabei die Sicherung der Meinungsvielfalt im Bereich des privaten Rundfunks, die Verfolgung von Verstößen gegen medienrechtliche Werbevorschriften, gegen Jugendschutzvorschriften und im Anwendungsbereich des Jugendmedienschutz-Staatsvertrags auch die Verfolgung von Gewaltverherrlichung, Volksverhetzung, Verherrlichung oder Verharmlosung nationalsozialistischer Handlungen, Darstellen von Propagandamitteln als verfassungsfeindlich verbotener Organisation usw. Hierzu steht den Landesmedienanstalten gemäß § 109 Medienstaatsvertrag, § 20 Jugendmedienschutz-Staatsvertrag und den Mediengesetzen und -staatsverträgen der einzelnen Bundesländer ein breites Instrumentarium zur Verfügung, das von der einfachen Beanstandung über Anordnungen und Untersagungsverfügungen bis hin zum Entzug der Rundfunklizenz reicht. Daneben bilden § 115 MStV und § 24 JMStV die Grundlage für die Verfolgung und Ahndung zahlreicher Verletzungen gegen Staatsvertragsbestimmungen als Ordnungswidrigkeit. Der gesetzliche Bußgeldrahmen für die vorsätzliche oder fahrlässige Tatbegehung reicht bis zu 500.000 Euro.
Weiter obliegt den Landesmedienanstalten auch die Förderung von Medienkompetenz, bei der ein verantwortungsvoller Umgang mit Medien vermittelt wird. Zu diesem Zweck betreiben bzw. fördern viele Landesmedienanstalten Bürgerrundfunk, zum Beispiel in der Form Offener Kanäle, die jedermann zur Produktion und Verbreitung eigener Radio- und TV-Programme offenstehen. Schließlich bieten einige Landesmedienanstalten auch Förderprogramme für Filmschaffende an (z. B. über die kulturelle Filmförderung Schleswig-Holstein oder FilmFernsehFonds Bayern). Die hierzu notwendigen Mittel werden in der Regel aus einem Anteil am Rundfunkbeitrag (vormals: Rundfunkgebühr) bestritten. Die sukzessive Einführung des digitalen Antennenfernsehens (Digital Video Broadcast-Terrestrial – DVB-T) und des Folgestandards DVB-T2 wurde ebenfalls von den Landesmedienanstalten koordiniert und gefördert.

## Gesetzliche Grundlagen und Struktur
Auf Grund der in Art. 5 Abs. 1, S. 2 des Grundgesetzes geregelten Rundfunkfreiheit darf in Deutschland der Staat weder direkten noch über den Umweg der Finanzierung indirekten Einfluss auf den Rundfunk (Hörfunk und Fernsehen) nehmen. Aus diesem Grund ist die Medienaufsicht „staatsfern“ organisiert. Grundlegende Regelungen hierzu enthält der Medienstaatsvertrag, ein Vertrag zwischen allen 16 Bundesländern, dem über entsprechende Zustimmungsgesetze in allen Bundesländern der Rang eines Landesgesetzes zukommt. Aufgaben und Verfassung der einzelnen Landesmedienanstalten sind in den Landesmediengesetzen und Medienstaatsverträgen (Berlin-Brandenburg und Hamburg/Schleswig-Holstein) sowie in auf diesen beruhenden Satzungen und Richtlinien konkretisiert.
Die innere Organisation der Landesmedienanstalten sieht dabei neben einem Exekutivorgan, das für die laufende Geschäftsführung zuständig ist (Direktor/Präsident) ein unabhängiges, pluralistisches Aufsichtsgremium („Medienrat“ / „Medienkommission“) vor. In einigen Ländern werden dessen Mitglieder direkt von den jeweiligen Landesparlamenten ernannt, was auch dann in einem gewissen Spannungsverhältnis zum verfassungsrechtlichen Staatsfernegebot steht, wenn qualifizierte Mehrheiten (in der Regel 2/3-Mehrheit) hierfür vorgeschrieben sind. In manchen Ländern ist anstelle eines pluralistischen Gremiums ein sog. Expertengremium vorgesehen. In Baden-Württemberg leitet ein Vorstand die Anstalt, der vom Parlament bestimmt wird; der Vorsitzende wird Beamter der Anstalt und fungiert als gesetzlicher Vertreter, die übrigen Vorstandsmitglieder sind ehrenamtlich tätig. Neben dem Vorstand existiert ein mitspracheberechtigtes plurales Gremium. Die 9 Mitglieder des Medienrats der Medienanstalt Berlin-Brandenburg werden von den beiden Landesparlamenten mit 2/3-Mehrheit gewählt. In Sachsen besteht der Medienrat der Landesmedienanstalt aus nur 5 vom Landtag gewählten Mitgliedern; der Vorsitzende übt als Präsident im Nebenamt die Funktion des gesetzlichen Vertreters aus, während die allgemeine Leitung des Geschäftsbetriebs einem Geschäftsführer obliegt. Das daneben bestehende pluralistische Organ, die Versammlung, ist zwar vom entscheidungsbefugten Medienrat häufig zu hören, hat aber wenig zu sagen. In einer größeren Zahl von Ländern sind durch Gesetz gesellschaftlich relevante Gruppierungen benannt, die zumeist neben dem Parlament das Recht haben, eigene Vertreter in die pluralistischen Gremien, die dort als Hauptorgan fungieren, zu entsenden. In Niedersachsen, Nordrhein-Westfalen und dem Saarland zählen dazu auch jeweils ein Vertreter der LGBT-Gemeinschaft. Die Gremienmitglieder sind in allen Fällen an Weisungen nicht gebunden. In einzelnen Ländern, z. B. Bayern, besteht neben dem Medienrat als weiteres Organ ein Verwaltungsrat, der für die wirtschaftlichen Angelegenheiten der Anstalt zuständig ist. Dem Hauptentscheidungsgremium obliegen die Entscheidungen von grundsätzlicher Bedeutung, wie etwa die Aufstellung von Richtlinien oder der Erlass von Satzungen, die Erteilung von Rundfunklizenzen für lokale, regionale oder landesweite Programme und teilweise Entscheidung über Aufsichtsmaßnahmen gegenüber Rundfunkveranstaltern.
Die Aufsicht über die bundesweiten Rundfunkveranstalter wurde durch den Zehnten Rundfunkänderungsstaatsvertrag wesentlich umgestaltet. Die pluralistischen Gremien wurden in ihren Zuständigkeiten erheblich beschränkt. Über bundesweite Rundfunkzulassungen und Entscheidungen im Rahmen der nachgelagerten Aufsicht beschließt die Kommission für Zulassung und Aufsicht (ZAK), die aus den gesetzlichen Vertretern der 14 Landesmedienanstalten besteht. Dabei prüft sie, ob die Zulassungsvoraussetzungen vorliegen. Für die Einhaltung der vielfaltssichernden Bestimmungen ist die Kommission zur Ermittlung der Konzentration im Medienbereich (KEK) zuständig. Die ZAK weist Übertragungswege für bundesweite Programme zu, solange keine Auswahlentscheidung notwendig ist, weil mehr Bewerber als Kapazitäten vorhanden sind; im Fall der vielfaltsrelevanten Auswahlentscheidung ist die Gremienvorsitzendenkonferenz (GVK), der die jeweiligen Vorsitzenden der plural besetzten Gremien der Landesmedienanstalten angehören, zuständig. Die ZAK trifft alle Entscheidungen, die nicht der GVK, der KEK oder der Kommission für Jugendmedienschutz (KJM) durch den Medienstaatsvertrag zugewiesen sind. Bei Verstößen gegen Bestimmungen des Jugendmedienschutz-Staatsvertrags entscheidet die KJM. Bei Verstößen gegen die vielfaltssichernden Bestimmungen des Medienstaatsvertrages entscheidet die KEK. Da die Befugnis, die Landesmedienanstalten gerichtlich und außergerichtlich zu vertreten, bei den gesetzlichen Vertretern (Direktor/Präsident) liegt, sind die vorstehend beschriebenen Kommissionen interne Willensbildungs- und Beschlussorgane. Die Umsetzung ihrer Entscheidung erfolgt im Außenverhältnis durch die zuständige Landesmedienanstalt und dessen vertretungsberechtigtes Organ (Direktor/Präsident). Zur Umsetzung der Entscheidung besteht eine gesetzliche Verpflichtung.
Die Landesmedienanstalten sind juristische Personen des öffentlichen Rechts (Anstalten) mit dem Recht der Selbstverwaltung und mit Blick auf die gebotene Staatsferne nicht Teil der jeweiligen Landesverwaltungen. Ungeachtet dessen treten sie den privaten Rundfunkveranstaltern, Telemedienanbietern und Plattformbetreibern wie bspw. Kabelanlagenbetreibern in Wahrnehmung ihrer gesetzlichen Hoheitsbefugnisse als Teil der öffentlichen Gewalt gegenüber. Ausdruck der Staatsferne der Medienaufsicht ist die dabei auch die Tatsache, dass sie keinerlei Fachaufsicht unterworfen sind. Die eingeschränkte Rechtsaufsicht über die Landesmedienanstalten bezieht sich nicht auf programmrelevante Entscheidungen. Z. B. ist eine rechtsaufsichtliche Weisung an die Landesmedienanstalt, bestimmte Werbung in einem Fernsehprogramm zu verbieten, unzulässig. Die Rechtsaufsicht wird je nach landesrechtlicher Regelung bspw. von der Staatskanzlei, dem Ministerpräsidenten oder einem Fachministerium (in Bayern Staatsministerium für Bildung und Kultus, Wissenschaft und Kunst) des jeweiligen Bundeslandes wahrgenommen.
Mit Inkrafttreten des Medienstaatsvertrags wurden die Aufsichtsbefugnisse der Landesmedienanstalten erweitert. Diese sind nunmehr auch für die Überwachung der sog. Medienintermediäre, Benutzeroberflächen und auch die Einhaltung der journalistischen Sorgfaltspflichten bei Telemedien mit journalistisch-redaktionell gestalteten Angeboten zuständig. Anfang 2021 erhielten unter anderem KenFM und der Facebook-Auftritt der AfD-nahen Deutschland-Kuriers Hinweisschreiben wegen des Verdachts, gegen journalistische Grundsätze verstoßen zu haben.

## Liste der Landesmedienanstalten nach Bundesländern
| Bundesland                     | Landesmedienanstalt                               | Abkürzung | Sitz                  | lizenzierte Sender (Beispiele)                 |
| ------------------------------ | ------------------------------------------------- | --------- | --------------------- | ---------------------------------------------- |
| Baden-Württemberg              | Landesanstalt für Kommunikation Baden-Württemberg | LFK       | Stuttgart             |                                                |
| Bayern                         | Bayerische Landeszentrale für neue Medien         | BLM       | München               | ProSieben, Kabel eins, Sport1, Tele 5, Welt    |
| Berlin und Brandenburg         | Medienanstalt Berlin-Brandenburg                  | mabb      | Berlin                | n-tv, DMAX                                     |
| Bremen                         | Bremische Landesmedienanstalt                     | brema     | Bremen                | sixx                                           |
| Hamburg und Schleswig-Holstein | Medienanstalt Hamburg/Schleswig-Holstein          | MA HSH    | Norderstedt           | Sat.1, Nick                                    |
| Hessen                         | Medienanstalt Hessen                              |           | Kassel                | RTL II                                         |
| Mecklenburg-Vorpommern         | Medienanstalt Mecklenburg-Vorpommern              | MMV       | Schwerin              |                                                |
| Niedersachsen                  | Niedersächsische Landesmedienanstalt              | NLM       | Hannover              | RTL                                            |
| Nordrhein-Westfalen            | Landesanstalt für Medien NRW                      |           | Düsseldorf            | VOX, Super RTL, Disney Channel, Comedy Central |
| Rheinland-Pfalz                | Medienanstalt Rheinland-Pfalz                     | -         | Ludwigshafen am Rhein |                                                |
| Saarland                       | Landesmedienanstalt Saarland                      | LMS       | Saarbrücken           |                                                |
| Sachsen                        | Sächsische Landesmedienanstalt                    | SLM       | Leipzig               |                                                |
| Sachsen-Anhalt                 | Medienanstalt Sachsen-Anhalt                      | MSA       | Halle (Saale)         | 89.0 RTL, Radio Brocken                        |
| Thüringen                      | Thüringer Landesmedienanstalt                     | TLM       | Erfurt                |                                                |

## Finanzierung
Die Landesmedienanstalten werden überwiegend aus den Mitteln des Rundfunkbeitrages finanziert. Derzeit erhalten die Anstalten insgesamt 1,8989 Prozent der durch den Rundfunkbeitrag erzielten Einnahmen. Davon werden zunächst 511.290 Euro an jede der 14 Anstalten als Sockelbetrag gezahlt. Die verbleibenden Mittel werden auf Basis der in den jeweiligen Ländern erzielten Einnahmen verteilt (§ 10 RFinStV). Darüber hinaus existiert in einigen Bundesländern – etwa in Schleswig-Holstein, Hessen und Hamburg – eine Rundfunkabgabe, die private Rundfunkveranstalter zahlen müssen.

## Gemeinsame Gremien
Für länderübergreifende Aufgaben existieren verschiedene gemeinsame Gremien und Kommissionen der Landesmedienanstalten. Im Vereinbarungsweg (ALM-Statut) haben die Landesmedienanstalten die Arbeitsgemeinschaft der Landesmedienanstalten (die medienanstalten) in der Rechtsform einer Gesellschaft des bürgerlichen Rechts (GbR) errichtet, die auch Trägerin der gemeinsamen Geschäftsstelle ist und zu der die Direktorenkonferenz der Landesmedienanstalten (DLM) und die Gremienvorsitzendenkonferenz (GVK) gehört. Einen Rechtsstatus als Organ der jeweils zuständigen Landesmedienanstalt haben die gemeinsamen Kommissionen inne, die durch Gesetz eingerichtet wurden (§ 104 Abs. 2 MStV): In der zum 1. September 2008 eingerichteten Kommission für Zulassung und Aufsicht (ZAK) werden Fragen der Zulassung und Aufsicht bundesweiter Veranstalter, der Plattformregulierung und der Entwicklung des digitalen Rundfunks entschieden. Die Kommission zur Ermittlung der Konzentration im Medienbereich (KEK) überwacht die Sicherung der Meinungsvielfalt, in dem sie Beteiligungen im Medienbereich untersucht und etwa bei Verschmelzungen von Medienunternehmen den beteiligten Unternehmen Auflagen erteilt (oder sie gänzlich untersagt, wie im Januar 2006 bei der geplanten Übernahme von ProSiebenSat1 durch den Axel-Springer-Verlag). Den Jugendschutz im Medienbereich nimmt die Kommission für Jugendmedienschutz (KJM) zentral wahr. Auf europäischer Ebene arbeiten die Landesmedienanstalten in der European Regulators Group for Audiovisual Media Services (ERGA) und der European Platform of Regulatory Authorities (EPRA) in europäischen Medienangelegenheiten mit den Aufsichtsbehörden anderer EU-Mitglieder zusammen.
Die Koordination und Organisation der Arbeit aller gemeinsamen Gremien und Kommissionen ist Aufgabe der Gemeinsamen Geschäftsstelle der Medienanstalten mit Sitz in Berlin.

## Kritik
Seit Jahren wird von verschiedener Seite Kritik an der Organisationsstruktur der Medienaufsicht geübt. Die Verteilung der Zuständigkeiten auf immerhin 14 (bis Februar 2007: 15) verschiedene Länderanstalten sei nicht mehr zeitgemäß und führe zu einem undurchschaubaren Kompetenzwirrwarr. Das Vorhalten aufwändiger Verwaltungsstrukturen für die Medienaufsicht in jedem noch so kleinen Bundesland – beispielsweise Bremen – verursache zudem einen unangemessen hohen Kostenaufwand, den letztlich der Rundfunkgebührenzahler tragen müsse. Hiergegen lässt sich allerdings einerseits einwenden, dass seit dem so genannten Ersten Fernsehurteil des Bundesverfassungsgerichts feststeht, dass die Medienaufsicht in den Kompetenzbereich der Länder fällt, also grundsätzlich auf Länderebene Aufsichtsbehörden vorgehalten werden müssen. Andererseits wurde in derselben Entscheidung festgestellt, dass der Staat generell keinen direkten Einfluss auf Rundfunk und Fernsehinhalte nehmen darf, somit also die als „aufwendig“ kritisierte Organisations- und Finanzierungsstruktur der Landesmedienanstalten ihre Rechtfertigung im Rundfunkrecht und damit letztlich im Grundgesetz findet. Unabhängig davon wäre aber die Errichtung gemeinsamer Anstalten nach dem Vorbild Berlin-Brandenburgs oder Hamburg-Schleswig-Holsteins für mehrere kleinere Länder, die bspw. auch gemeinsame Landesrundfunkanstalten (z. B. MDR) gegründet haben, oder sogar einer zentralen Aufsichtsbehörde aufgrund eines Länderstaatsvertrages denkbar; Vorbild könnte hier der ZDF-Staatsvertrag sein.
Die Landesmedienanstalten selbst haben den Ländern im Rahmen des 10. Rundfunkänderungsstaatsvertrages vorgeschlagen, durch strukturelle Neuordnungen bei bundesweiten Aufgaben schnellere und effektivere Verfahrensabläufe zu schaffen. Daher wurde im Mai 2010 die gemeinsame Geschäftsstelle der Medienanstalten in Berlin gegründet, um die föderale Zusammenarbeit zentral zu koordinieren.
Im November 2008 wurde eine datenschutzrechtlichen Panne aufgedeckt, nach der sämtliche Programmbeschwerden inklusive persönlicher Daten der Absender über ein eigens angebotenes Portal sichtbar waren, in dem die Weitergabe der Personalien ausdrücklich untersagt werden konnte. Dies wurde seitens der Landesmedienanstalten mit einem Hackerangriff begründet. Über den Cache von Suchmaschinen waren diese Personendaten weiterhin wochenlang abrufbar.